# Cerro del Corcovado
El cerro del Corcovado es un monte brasileño de 710 metros ubicado en el Parque Nacional de Tijuca de la ciudad de Río de Janeiro. En él se encuentra la monumental escultura Cristo Redentor de 38 metros de altura.
El Cristo Redentor es uno de los principales símbolos del país y ofrece una vista panorámica privilegiada de la ciudad de Río de Janeiro. En 2003 se concluyeron las obras de instalación de ascensores y escaleras mecánicas en el lugar. Antes de ello era necesario subir los 220 escalones para disfrutar de la imagen. El 7 de julio del 2007, la estatua del Cristo Redentor fue elegida como una de las nuevas siete maravillas del mundo moderno. La votación tuvo el patrocinio de la ONU y, por ello, tiene un caracter oficial.

## Toponimia
Su cima, donde se destaca la estatua del Cristo Redentor, puede verse desde mucha distancia tanto desde la Baixada Fluminense o hasta de la Región Serrana Fluminense, como por navegantes llegados del mar abierto como del fondo de la bahía de Guanabara.
El primer nombre que los portugueses dieron al Corcovado, todavía en el siglo XVI, más precisamente por parte del navegante italiano Américo Vespúcio, era Pináculo da Tentação (en español: "Pináculo de la Tentación"), en alusión al pasaje bíblico de la última tentación de Cristo, donde el diablo lleva a Jesús a un lugar "muy alto" que el apóstol Mateo explícitamente identifica como un "monte muy alto" de donde podían verse "todos los reinos del mundo" y el diablo ofrecía riquezas a Cristo.
Mientras tanto, al siglo siguiente, el morro recibió el nombre de Corcovado en virtud a su formato curvo de la cima, que recuerda una "joroba". Este nombre fue popularizado hasta los días actuales. La palabra viene del latín CONCURVARE, de COM-, “junto”, y CURVARE, “doblar, curvar, hacer una salida redondeada”; por lo tanto, "corcovado" es "aque que tiene córcova”.

## Acceso
Al pico y la estatua se puede acceder a través de una estrecha carretera o por el Ferrocarril del Corcovado, de 3,8 kilómetros de largo, que fue inaugurado en 1884 y renovado en 1980. El ferrocarril utiliza dos coches alimentados eléctricamente, con una capacidad de 360 pasajeros por hora. El viaje en tren dura aproximadamente 20 minutos y sale cada media hora. Debido a su limitada capacidad de pasajeros, la espera para embarcar en la estación de entrada puede demorar varias horas. El horario durante todo el año es desde las 8:30 a las 18:30 horas.
Desde la terminal de tren o por carretera, la plataforma de observación a los pies de la estatua es alcanzado en 223 pasos, o por ascensores, y escaleras. Está entre las atracciones turísticas más populares de todo el año en Río de Janeiro. El tren del Corcovado, caminos de acceso, y la plataforma de la estatua, comúnmente se llenan de gente.

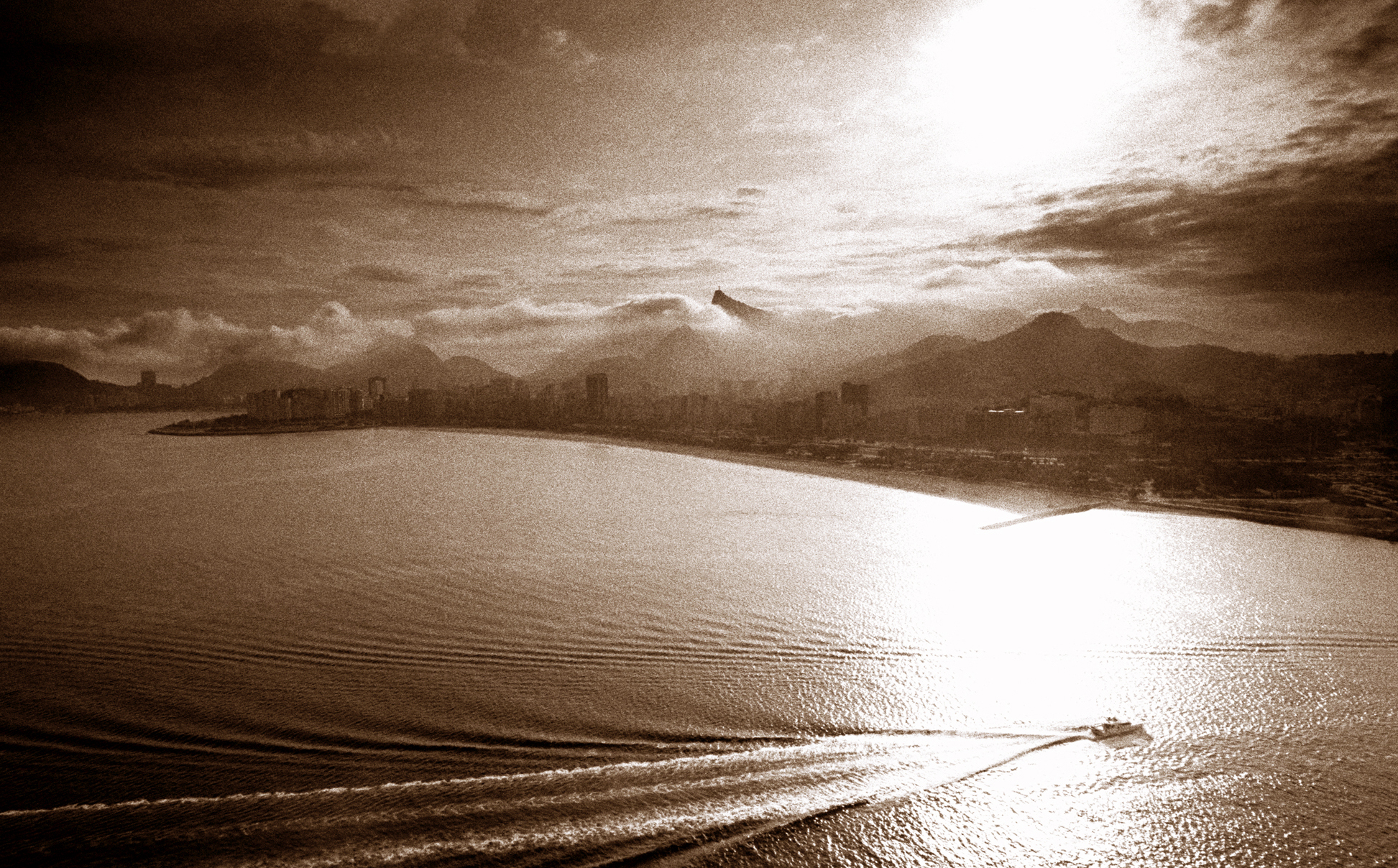
Corcovado, Río de Janeiro 1985

## En la cultura popular
- «Corcovado» es una famosa canción bossa nova escrita por Antonio Carlos Jobim a mediados de la década de 1960. También se menciona en la canción de Ben Harper «Blessed To Be A Witness» (‘Dichoso de ser testigo’).
- El desenlace de la película Marisol rumbo a Río (1963) tiene lugar debajo de la estatua del Cristo Redentor.
- El 7 de julio de 2007 la estatua del Cristo Redentor fue elegida una de las siete maravillas del mundo moderno, de acuerdo con una encuesta por internet de la empresa New7Wonders.[6]